# Cambria Heights (Queens)
Cambria Heights est un quartier de la ville de New York, situé au cœur de l'arrondissement de Queens.

## Démographie
Composition ethno-raciale en 2010, :
- Blancs non hispaniques (1,4 %)
- Hispaniques et Latinos (5,2 %)
- Asiatiques (0,8 %)
- Noirs (90,3 %)
- Métis (1,7 %)
- Autres (0,6 %)

Selon l'American Community Survey, pour la période 2012-2016, 80,7 % de la population âgée de plus de 5 ans déclare parler l'anglais à la maison, alors que 10 % déclare parler un créole français, 5,0 % l'espagnol, 2,6 % le français, 0,6 % une langue africaine et 1,1 % une autre langue.